# Belisana sumba
Belisana sumba is een spinnensoort uit de familie trilspinnen (Pholcidae). De soort komt voor in Indonesië. 